# Goyemon
goyemon（ごゑもん）は、2018年に大西藍と武内賢太によって設立された日本のデザインブランド。

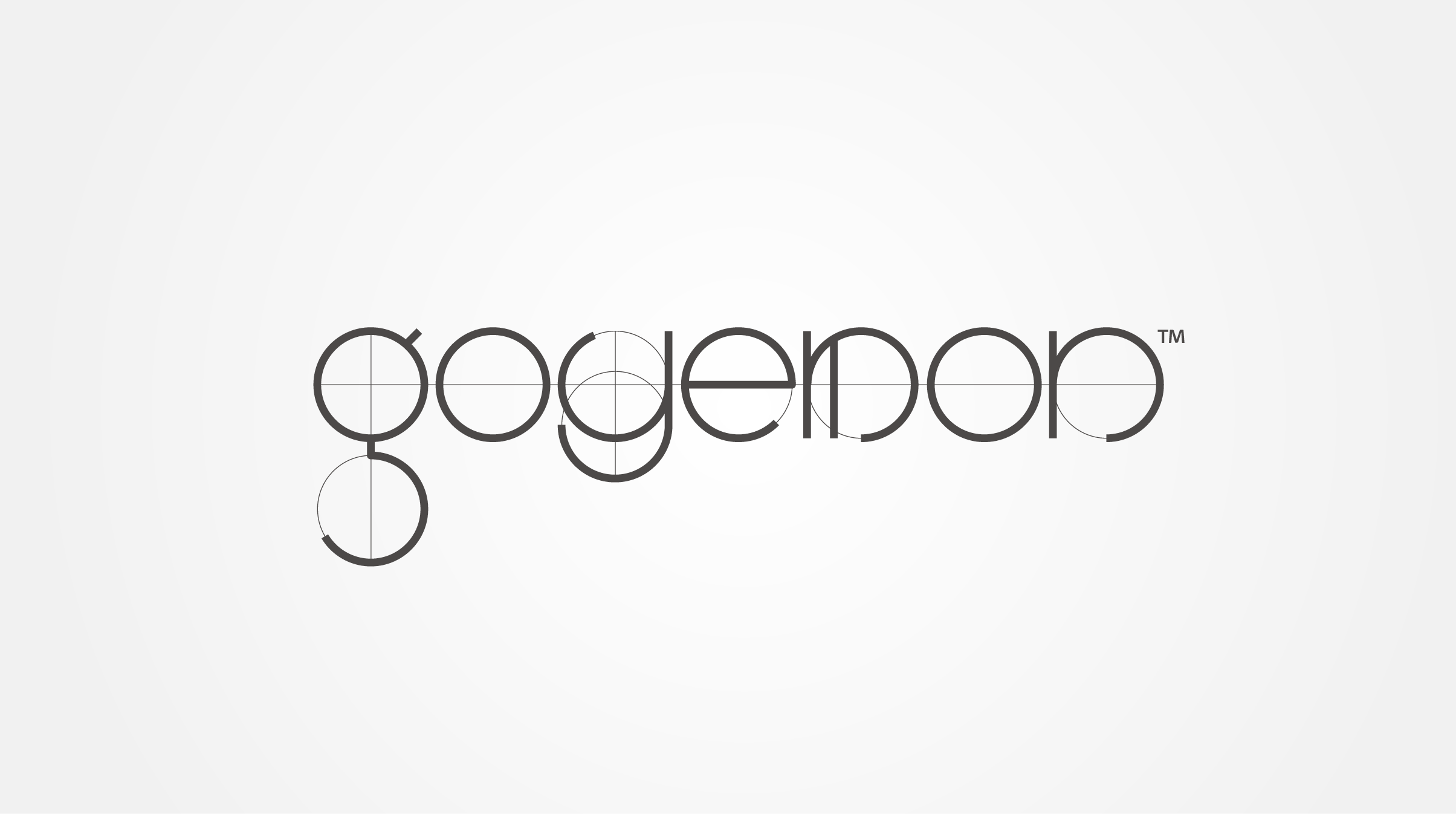
goyemon_logo

## 概要
日本の伝統文化に着目し、「日本の伝統×最新技術」を融合させた商品を創りだすことで現代の生活にフィットした、伝統を身近に感じられる商品を展開。
新商品のリリースはクラウドファンディングサービス「Makuake」を活用し、その後の一般販売では自社によるオンラインサイトと東京蔵前にある直営店を中心に販売。

## 主な製品
- 雪駄×スニーカー「unda-雲駄-」（2019）- 雪駄にエアユニットを組み込み、機能性と履き心地を現代の暮らしに馴染むデザインへと昇華した履物。
- 切子×ダブルウォールグラス「Fuwan-浮碗-」（2020）- 耐熱ガラスに切子加工を施したダブルウォール構造のグラス。電子レンジ対応などの機能性を向上。[2]

## 主なコラボレーション
- UNIQLO × goyemon　別注「unda-雲駄-」[3]
- DENHAM × goyemon　別注「unda-雲駄-」[4]
- EDIFICE × goyemon　別注「unda-雲駄-」[5]
- JOURNAL STANDARD relume × goyemon　別注「unda-雲駄-」
- Snow peak × JOURNAL STANDARD relume × goyemon　別注「unda-雲駄-」
- Schott × goyemon 別注「unda-雲駄-」

## 店舗
- goyemon KURAMAE  -  111-0054 東京都台東区鳥越1-24-3  基本土日のみ営業で平日は休業。

## 受賞歴
- Makuake Of The Year 2019「GOLD賞」[6]

## 運営元
- NEWBASIC inc. (2019）